# مدرسة إكستر
مدرسة إكستر (بالإنجليزية: Exeter School)‏ هي مدرسة إنجليزية مستقلة ومختلطة للتلاميذ الذين تتراوح أعمارهم بين 7 و 18 عامًا.

## الموقع
تقع المدرسة في إكستر بمقاطعة ديفون إنجلترا. تعود جذور تأسيس المدرسة إلى عام 1633.